# Banksia baueri
 (décembre 2013).
Si vous disposez d'ouvrages ou d'articles de référence ou si vous connaissez des sites web de qualité traitant du thème abordé ici, merci de compléter l'article en donnant les références utiles à sa vérifiabilité et en les liant à la section « Notes et références ».
Espèce
Banksia baueri est une espèce de plantes à fleurs  appartenant au genre Banksia. C'est la seule représentante de la série Baurinae. On le rencontre dans le sud-ouest de l'Australie de l'Ouest, au nord et à l'est d'Albany. C'est un buisson qui a une inflorescence caractéristique grande et chevelue, pouvant atteindre 30 cm de long pour 20 cm de diamètre.